# Ziegra-Knobelsdorf

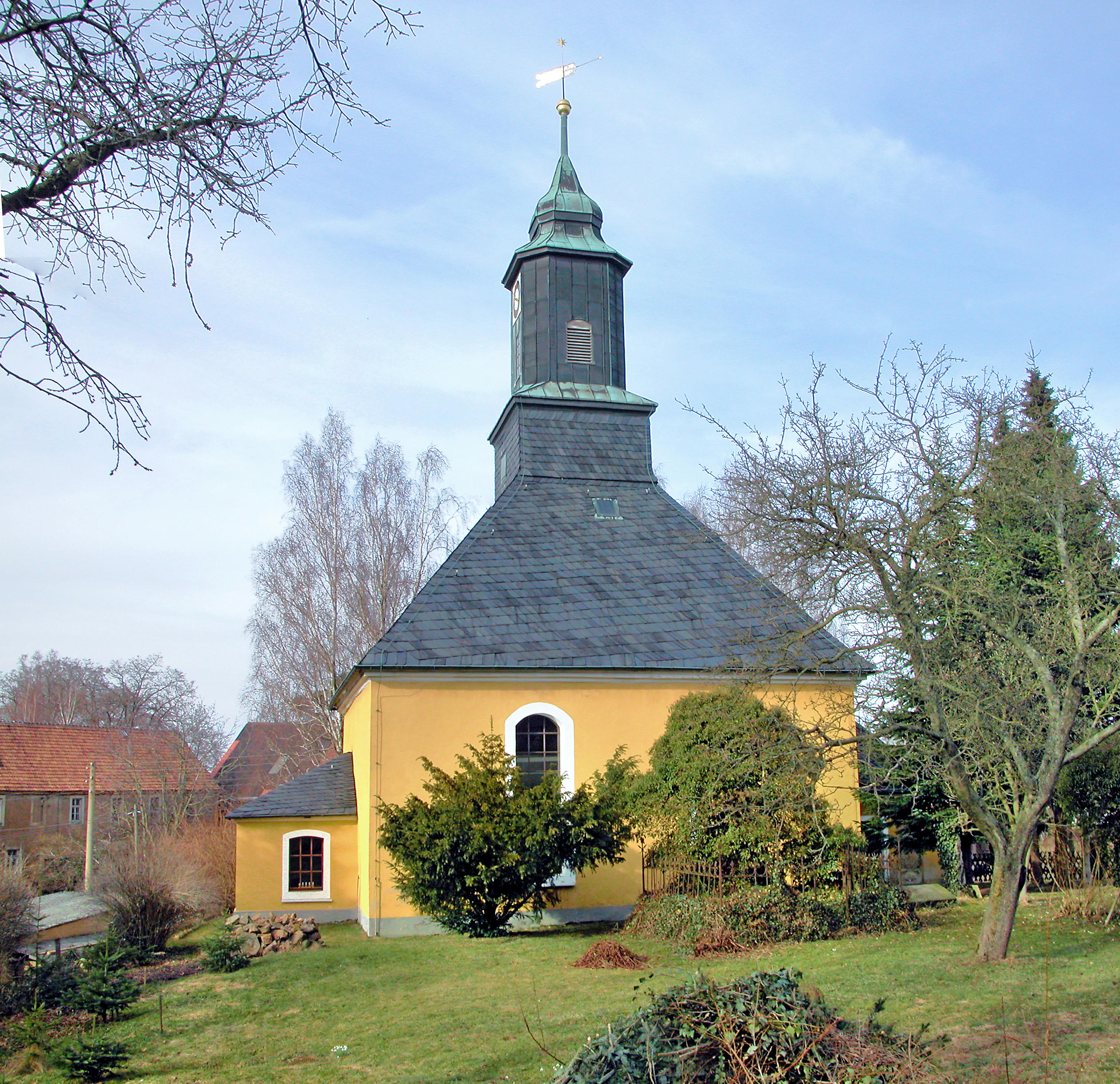
Dorfkirche Ziegra

Ziegra-Knobelsdorf war eine Gemeinde im Landkreis Mittelsachsen, Freistaat Sachsen. Sie gehörte zur Verwaltungsgemeinschaft Waldheim. Der Sitz der Gemeindeverwaltung befand sich im Ortsteil Ziegra. Die Gemeinde wurde am 1. Januar 1994 durch den Zusammenschluss der damals selbständigen Gemeinden Gebersbach-Knobelsdorf und Ziegra neu gebildet. Am 1. Januar 2013 wurde die Gemeinde aufgelöst und auf die Nachbarstädte Döbeln und Waldheim aufgeteilt.

## Geographie
Die Gemeinde lag etwa 5 km südwestlich der Stadt Döbeln und 5 km nördlich von Waldheim oberhalb des Tales der Zschopau. Die Ortsteile Wöllsdorf und Töpeln liegen direkt im Zschopautal. Die Hälfte des Gemeindegebietes lag im Landschaftsschutzgebiet Zschopautal.

### Ortsgliederung
Ortsteile waren
- die jetzt zu Döbeln gehörenden Orte Forchheim, Kleinlimmritz, Limmritz, Pischwitz, Schweta, Stockhausen, Töpeln, Wöllsdorf und Ziegra (1033 Ew. am 31. Dezember 2011 auf 1327 ha)[2]
- die jetzt zu Waldheim gehörenden Orte Gebersbach, Heyda, Kaiserburg, Knobelsdorf, Meinsberg, Neuhausen und Rudelsdorf (1110 Ew. am 31. Dezember 2011 auf 1778 ha).

Auf dem Gebiet der damaligen Gemeinde befinden sich folgende Gemarkungen:
| - 2853 Gebersbach - 2854 Heyda - 2855 Knobelsdorf - 2856 Rudelsdorf - 2976 Töpeln - 2977 Pischwitz - 2978 Wöllsdorf | - 2988 Ziegra - 2989 Forchheim - 2990 Limmritz - 2991 Meinsberg - 2992 Neuhausen - 2993 Stockhausen |

Kleinlimmritz und Schweta liegen in der Gemarkung Limmritz.

## Geschichte

### Eingemeindungen

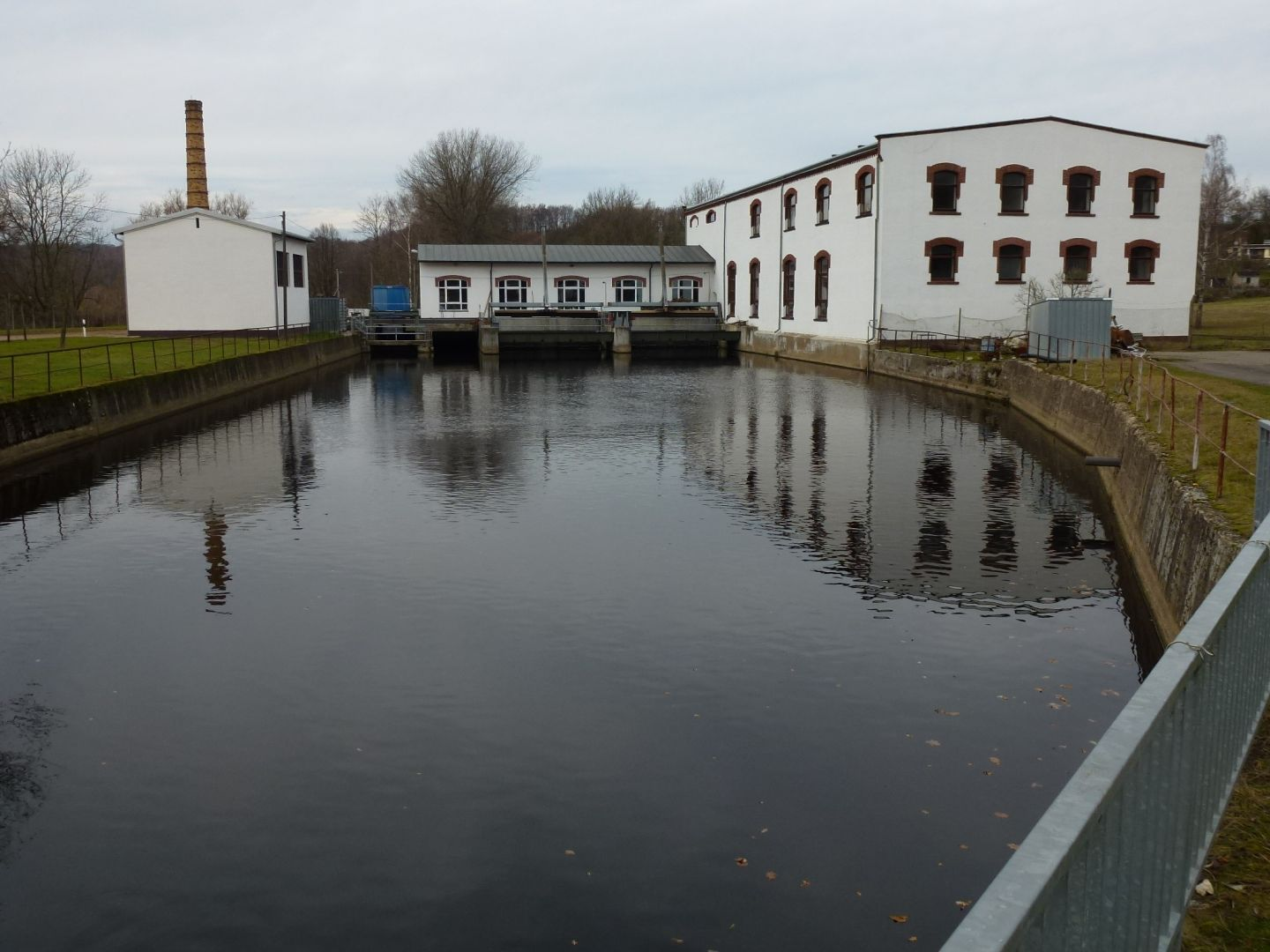
Ehem. Papierfabrik in Limmritz an der Zschopau, jetzt Wasserkraftwerk

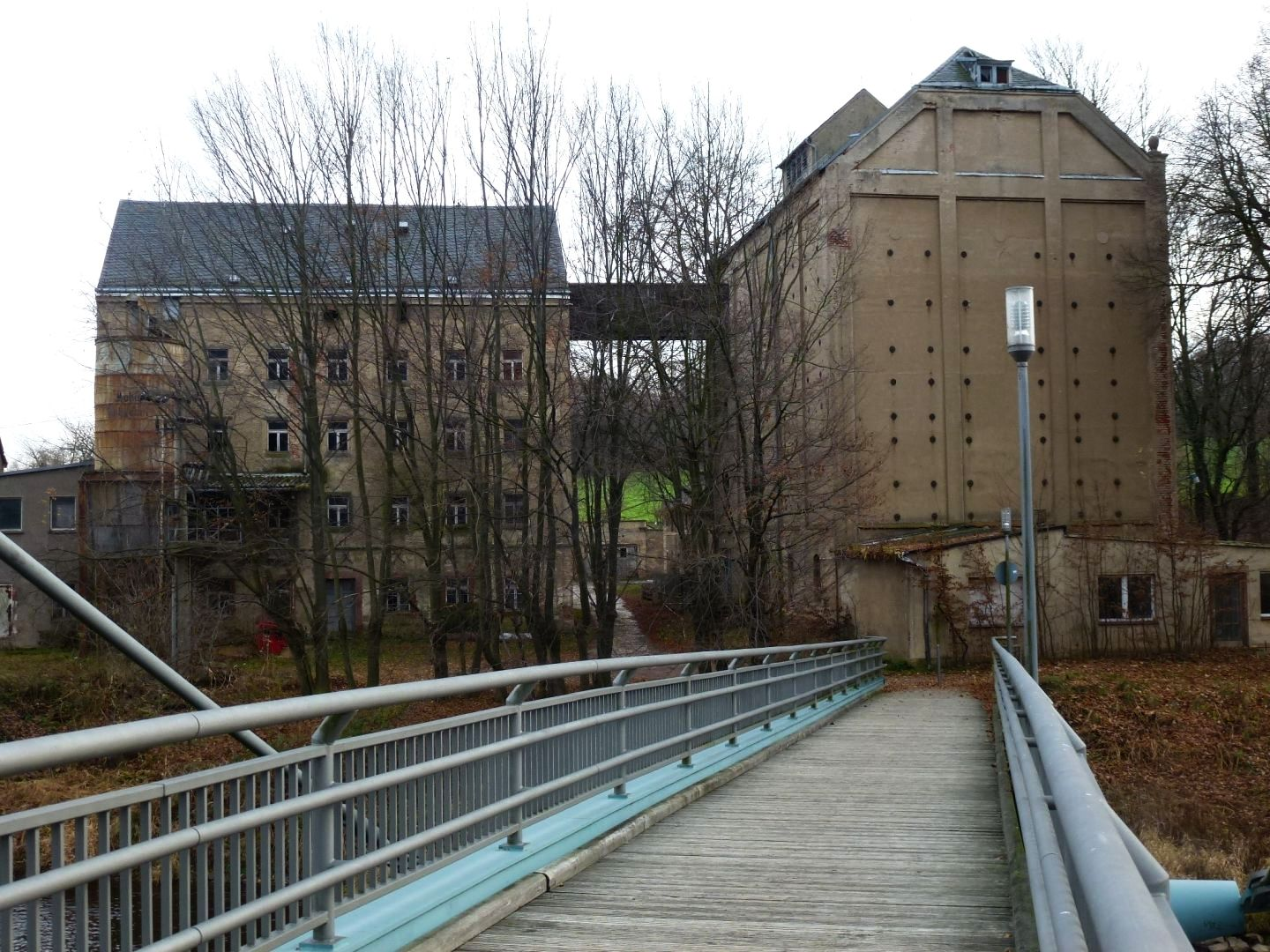
Hängebrücke über die Zschopau an der Wöllsdorfer Mühle

Hier werden auch alle Eingemeindungen aufgeführt, die vor der Neubildung der Gemeinde Ziegra-Knobelsdorf auf dem späteren Gebiet dieser Gemeinde stattgefunden haben.
| Ehemalige Gemeinde      | Datum          | Anmerkung                                                        |
| ----------------------- | -------------- | ---------------------------------------------------------------- |
| Forchheim               | 1. Juli 1950   | Eingemeindung nach Ziegra                                        |
| Gebersbach              | 1. Januar 1970 | Zusammenschluss mit Knobelsdorf zu Gebersbach-Knobelsdorf        |
| Gebersbach-Knobelsdorf  | 1. Januar 1994 | Zusammenschluss mit Ziegra zu Ziegra-Knobelsdorf                 |
| Heyda                   | 1. Juli 1950   | Eingemeindung nach Knobelsdorf                                   |
| Kleinlimmritz           | vor 1880       | Eingemeindung nach Limmritz                                      |
| Knobelsdorf             | 1. Januar 1970 | Zusammenschluss mit Gebersbach zu Gebersbach-Knobelsdorf         |
| Limmritz (Großlimmritz) | 1. Januar 1973 | Eingemeindung nach Ziegra                                        |
| Meinsberg               | 1. Januar 1973 | Eingemeindung nach Ziegra                                        |
| Neuhausen               | 1. Juli 1950   | Eingemeindung nach Meinsberg                                     |
| Pischwitz               | vor 1880       | Eingemeindung nach Töpeln                                        |
| Rudelsdorf              | 15. Sept. 1961 | Eingemeindung nach Gebersbach                                    |
| Schweta                 | vor 1923       | Eingemeindung nach Limmritz                                      |
| Stockhausen             | 1. Januar 1962 | Eingemeindung nach Limmritz                                      |
| Töpeln                  | 1. Januar 1991 | Eingemeindung nach Ziegra                                        |
| Wöllsdorf               | 1. April 1921  | Eingemeindung nach Töpeln                                        |
| Ziegra                  | 1. Januar 1994 | Zusammenschluss mit Gebersbach-Knobelsdorf zu Ziegra-Knobelsdorf |

## Kultur und Sehenswürdigkeiten
- Zschopautal
- Rathaus
- Freibad Gebersbach
- Naherholungsgebiet Limmritz
- Schloss Stockhausen
- Stockhausener Mühle

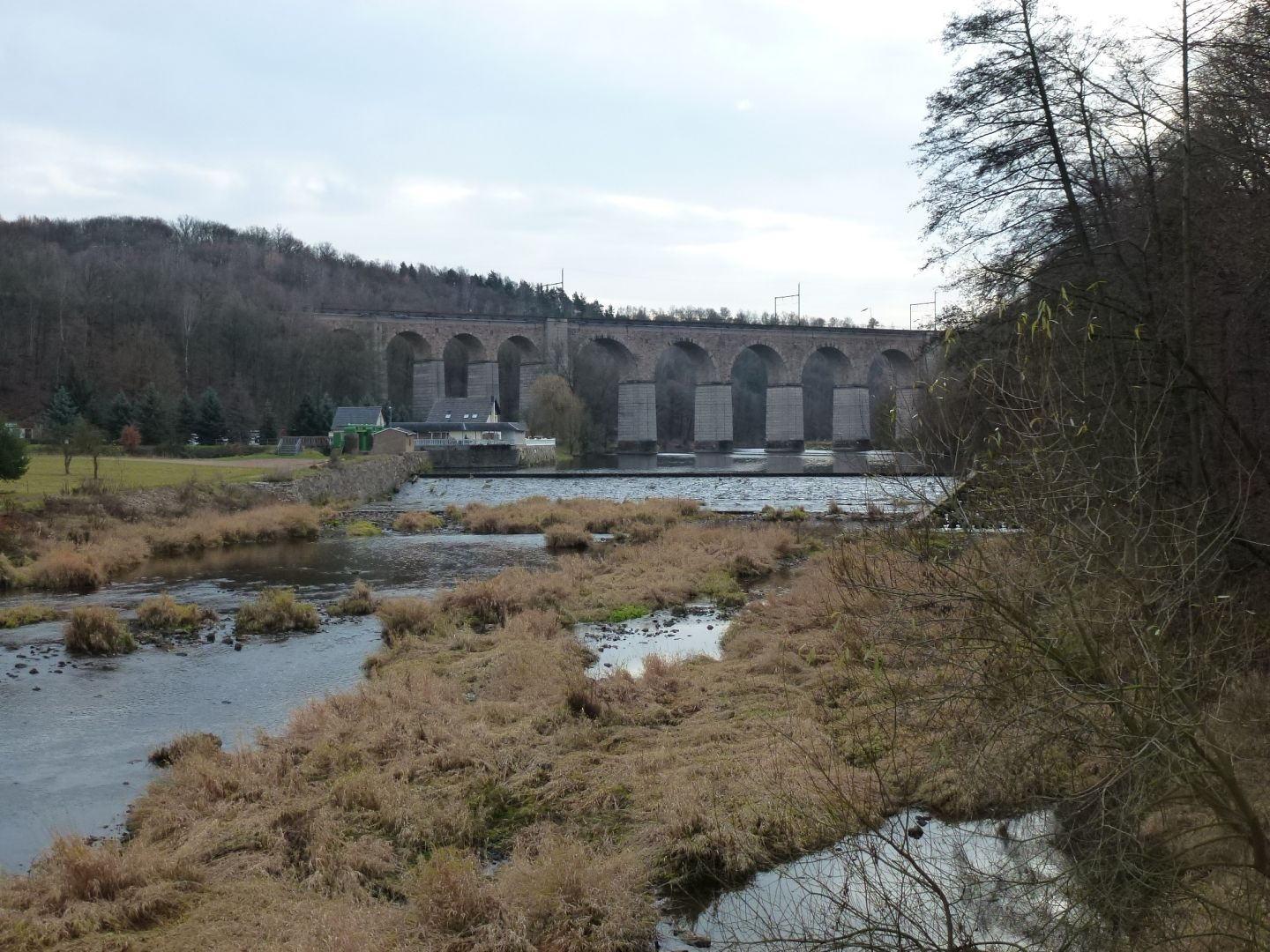
Viadukt Limmritz

- Slawische Wallburg (Burgward) sog. Schwedenschanze im Ort Ziegra
- Schloss Schweta (die noch erhaltenen Grundmauern)
- Viadukt Limmritz (Bankrottmeile der Eisenbahnlinie Riesa–Chemnitz)

## Wirtschaft und Infrastruktur

### Verkehr
Durch den Norden des ehemaligen Gemeindegebietes, den Ort Töpeln, verläuft die B 175 und östlich durch Heyda die B 169. Die ehemalige Gemeinde ist auch über die A 14 Anschlüsse Döbeln-Nord oder Döbeln-Ost (etwa 10 Kilometer) oder die A 4 Anschluss Hainichen (etwa 20 Kilometer) zu erreichen. Limmritz liegt an der Bahnstrecke Riesa–Chemnitz und wird von Elsterwerda und Chemnitz aus mit stündlich verkehrenden Regionalbahnen bedient.

### Bildung
In Meinsberg befindet sich das Kurt-Schwabe-Institut.